# Go Simpsonic with The Simpsons
Go Simpsonic with The Simpsons es el álbum de banda sonora de Los Simpson del año 1999. Contiene números musicales de la serie que o bien no se incluyeron en el álbum anterior, Songs in the Key of Springfield, o se han creado después del lanzamiento del último álbum. Este álbum contiene 53 pistas.

## Canciones del álbum
1. "The Simpsons Theme" - Orquesta de Alf Clausen
2. "Lisa's Sax": "Those Were The Days/'WB's Proud To Present' Theme" - Dan Castellaneta/Julie Kavner/Nancy Cartwright
3. "All Singing, All Dancing": "'Gonna Paint Our Wagon' Theme & Reprise/A Singing, Dancing,..." - Dan Castellaneta/Julie Kavner/Nancy Cartwright/Hank Azaria/Yeardley Smith
4. We Put The Spring In Springfield - Dan Castellaneta/Harry Shearer/Tress MacNeille
5. "Simpsoncalifragilisticexpiala(Annoyed Grunt)cious": "Turkey In The Straw/Minimum Wage Nanny" - Dan Castellaneta/Julie Kavner/Nancy Cartwright/Yeardley Smith
6. "Cut Every Corner" - Dan Castellaneta/Nancy Cartwright/Hank Azaria/Yeardley Smith/Maggie Roswell
7. "A Boozehound Named Barney" - Dan Castellaneta/Nancy Cartwright/Hank Azaria/Yeardley Smith
8. "Happy Just The Way We Are" - Dan Castellaneta/Julie Kavner/Nancy Cartwright/Yeardley Smith/Harry Shearer
9. "Simpsoncalifragilisticexpiala(Annoyed Grunt)cious End Credits Suite" - Orquesta de Alf Clausen
10. "Cash And Cary" - Dan Castellaneta/Nancy Cartwright/Yeardley Smith/Harry Shearer
11. "Meet The Flintstones" - Dan Castellaneta
12. "Underwater Wonderland" - Dan Castellaneta/Julie Kavner
13. "Happy Birthday, Mr. Burns" - The Ramones/Harry Shearer
14. "The Field Of Excellence" - Nancy Cartwright/Yeardley Smith/Harry Shearer/Cantantes premiados
15. "The Itchy & Scratchy & Poochie Show Theme" - Cantantes del estudio
16. "Poochie Rap Song" - Dan Castellaneta/Harry Shearer
17. "The City of New York vs. Homer Simpson": "No Regards/You're Checkin' In" - Orquesta de Alf Clausen/Julie Kavner/Nancy Cartwright/Yeardley Smith
18. "Quimby Campaign Commercial" - Hank Azaria/Harry Shearer
19. "The Simpsons End Credits Theme" - Sonic Youth
20. "Trash of the Titans": "Before The Garbage, Man!/The Garbageman" - Dan Castellaneta/Julie Kavner/Nancy Cartwright/Yeardley Smith
21. "Canyonero" - Hank Williams, Jr./Cantantes del estudio
22. "Everyone Loves Ned Flanders (The Adventures Of Ned Flanders Theme)" - Dan Castellaneta/Nancy Cartwright/Harry Shearer
23. "Scorpio End Credits" - Sally Stevens
24. "Chief Wiggum, P.I. Main Title" - Orquesta de Alf Clausen/Phil Hartman
25. "The Love-Matic Grampa Main Title" - Phil Hartman/Cantantes del estudio
26. "The Simpsons Spin-Off Showcase": "The Simpsons Family Smile-Time Variety Hour Opening Theme..." - Dan Castellaneta/Julie Kavner/Nancy Cartwright/Harry Shearer/Pamela Hayden/Tim Conway
27. "The Ballad Of Jebediah Springfield" - Rick Logan/Dick Wells/Tommy Morgan
28. "In Marge We Trust": "Klang And Koto/'Mr. Sparkle' Theme & Logo" - Dan Castellaneta/Nancy Cartwright/Yeardley Smith/Sab Shimono
29. "Krusty The Clown Main Title" - Orquesta de Alf Clausen
30. "Cape Feare": "Any Last Requests?/H.M.S. Pinafore/Bart's Holding The Buttercup Bart And Bop Bop And..." - Nancy Cartwright/Kelsey Grammer
31. "Mr. Plow" - Dan Castellaneta/Nancy Cartwright/Yeardley Smith
32. "Plow King" - Dan Castellaneta/Hank Azaria/Linda Ronstadt
33. "Kamp Krusty Theme Song" - Hank Azaria
34. "The Simpsons End Credits Theme" - Dan Castellaneta/Terry Harrington
35. "Union Strike Folk Song (Parts 1 & 2)" - Yeardley Smith/Harry Shearer
36. "Rappin' Ronnie Reagan" - Dan Castellaneta/Harry Shearer
37. "Cletus The Slack-Jawed Yokel!" - Hank Azaria/Rick Logan/Dick Wells/Tress MacNeille
38. "Ya-Hoo Main Title" - Orquesta de Alf Clausen/Hank Azaria
39. "The Land Of Chocolate" - Dan Castellaneta/Hank Azaria
40. "Skinner & The Superintendent Theme" - Hank Azaria/Cantantes del estudio
41. "President's Song" - Harry Shearer
42. "The Star Spangled Banner" - Harry Shearer/Daryl L. Coley
43. "Talkin' Softball" - Terry Cashman
44. "Like Father, Like Clown": "A Warm Round/Oh, My Papa/A Love Thing" - Dan Castellaneta/Hank Azaria/Jackie Mason
45. "Blessed Be The Guy That Bonds (McBain End Credits)" - Sally Stevens
46. "You're Gonna Like Me (Gabbo Song)" - Dan Castellaneta/Harry Shearer/Pamela Hayden
47. "Can I Borrow A Feeling?" - Hank Azaria/Maggie Roswell
48. "The Simpsons End Credits Theme" - Orquesta de Alf Clausen
49. "We Love To Smoke" - Julie Kavner
50. "Apu In The Jolly Bengali Theme" - Cantantes del estudio
51. "The Garbageman Can (Long Demo Version)" - Cantantes del estudio (Mientras las voces de U2fueron escuchadas en el programa, fueron sustituidos por notables diferencias vocales)
52. "Senor Burns (Long Version)" - Tito Puente y su grupo de jazz latino
53. "Happy Birthday, Mr. Smithers" - Harry Shearer